# Гриньяр (лунный кратер)
Кратер Гриньяр (лат. Grignard) — небольшой ударный кратер в северной полярной области видимой стороны Луны. Название присвоено в честь французского химика Виктора Гриньяра (1871—1935) и утверждено Международным астрономическим союзом в 2009 г. 

## Описание кратера
Кратер Гриньяр лежит на юго-восточном участке кратера Эрмит. Другими его ближайшими соседями являются кратер Ленард на западе, кратер Эпинус на северо-западе, кратер Гор на севере, кратер Сильвестр на юге и кратер Лавлейс на юго-западе. 
Селенографические координаты центра кратера 84°32′ с. ш. 75°50′ з. д. / 84,54° с. ш. 75,83° з. д., диаметр 13 км, глубина 2,1 км.
Кратер имеет эллиптическую форму с большой осью ориентированной в направлении северо-восток – юго-запад, практически не разрушен. Внутренний склон вала гладкий и крутой. Высота вала над окружающей местностью составляет 480 м, объем кратера составляет приблизительно 90 км³. 
Дно чаши кратера за счет близости к северному полюсу практически всегда находится в тени.

## Сателлитные кратеры
Отсутствуют.